# 민영목
민영목(閔泳穆, 1826년~ 1884년 10월 18일)은 조선 후기의 문신, 정치인으로, 민씨 척족세력의 거두의 한사람이었다. 명성황후의 11촌 조카이다.
1871년(고종 8) 문과에 급제하고, 1883년 독판교섭통상사무로서 미국과 수호통상조약을 체결하였고, 같은 해 11월 26일 전권대사로서 주(駐)요코하마 독일총영사 자페와는 한·독수호통상조약을 체결하였으며, 뒤에 병조 판서를 거쳤다. 이조판서·판돈령부사(判敦寧府事)를 지냈고, 1884년 갑신정변 때 친일개화당에게 살해되었다. 사후 증 의정부 영의정에 추증되었다.
천수환 사건 시 독판교섭통상공사를 맡아 사건 해결에 노력하였다. 일본 선박 천수환(天壽丸)의 선장이 울릉도장과 결탁하여 울릉도에서 목재를 밀반출한 사건이 일어나자, 1884년(고종 21) 일본 서리공사 시마 부리다나에게 공함(公函)을 보내어 이에 대해서 항의하고 목재 밀반출을 중지시켰다.
민진원의 6대손으로, 나이는 많았으나 민승호, 민겸호에게는 11촌 조카가 되었다. 민영상은 그의 8촌동생이고, 민영익은 12촌 동생이 된다. 본관은 여흥(驪興)으로 자는 원경(遠卿), 호는 천식(泉食)이다.

## 생애

### 출생과 가계
본래는 인현왕후의 큰아버지인 민시중의 후손으로, 민시중의 차남인 민진주의 5대손 민달용(閔達鏞)의 아들이었지만, 민유중의 아들 민진후의 5대손 민태용(閔泰鏞)에게 입양되었다. 실제로는 명성황후에게도 15촌 조카가 되나 민태용의 양자가 되면서 11촌 조카가 되었다.
민진후의 아들 민익수가 명성황후의 고조부였고, 다른 아들인 민우수가 양아버지 민태용의 고조부였다.

### 과거 급제와 관료생활 초반
일찍이 성균관에 들어가 유생으로 수학하였고 1871년에 알성문과에 을과로 급제하였다. 그해 홍문관수찬이 되고, 1872년에 부수찬(副修撰)이 되었다. 1872년 7월 김수현(金壽鉉)을 동지 정사(冬至正使)로, 남정익(南廷益)을 부사(副使)로 청나라에 파견할 때 서장관(書狀官)으로 연경에 다녀오고 나서 개화주의자인 박규수(朴珪壽), 오경석, 윤웅렬 등과 같이 서양의 기술 도입과 개국통상의 유용성을 강조하였다. 귀국 후 교리(校理)가 되고, 1873년에는 홍문관 응교로 재직 중, 그해 흥선대원군을 탄핵한 최익현의 상소가 올라오자, 다른 홍문관 관원들과 함께 자신의 과실을 탄핵하였다. 이어 최익현을 국문하고 죄줄 것을 여러 번 건의하였다.
1873년(고종 10) 겨울 청나라에 동지사가 파견될 때 동지하절정사(冬至賀節正使)에 임명되어 다시 연경에 다녀왔다. 이때 만청려(萬靑黎) 등 청나라의 외교관들과의 면담, 시문을 주고 받은 내용을 북사담초라는 책으로 펴냈다.

### 관료 생활과 정치, 외교 활동

#### 정치 활동
1874년 고종의 친정 후 원손 우유선(右諭善), 1875년 이조참의를 거쳐 겸보덕(兼輔德)으로 재직 중 순종의 왕세자 책례식의 예모관(禮貌官)으로 참석하였다. 세자책봉식 후 당상관으로 승진, 여러 벼슬을 거쳐 1878년 이조참판이 되었다. 1879년 홍문관제학(弘文館提學), 광주부유수(廣州府留守), 1880년 공조판서를 거쳐 1881년 이조판서로 승진했으며, 곧 이어 군무변정기연사당상(軍務邊情譏沿司堂上)과 한성부판윤에 올랐으며, 평안도관찰사를 역임하였다.
1882년 여름 임오군란 때 변장 도주한 명성황후를 죽은 것으로 간주하고 장례를 치를 때 대호군(大護軍)으로 종척 집사의 한사람이 되었으며, 곧 이회정(李會正), 정범조(鄭範朝) 등과 함께 국장도감제조(國葬都監提調)의 한 사람으로 임명되어 장례를 주관하고, 흥선대원군, 이회정, 정범조 등과 함께 빈전에 상주기도 하였다. 그 뒤 8월에 되돌아온 명성황후를 맞이하였고, 명성황후를 영접한 관리들을 포상할 때 가자되어 종1품으로 승진하였다.
명성황후의 개화정책을 받들어 민규호 등과 함께 흥선대원군의 쇄국정책을 폐쇄적이라며 비판하였고, 개항론을 내세워 영국, 미국과의 조약 체결을 주장하였다. 1882년 8월 판의금부사로 특별 승진, 행예조 판서(禮曹判書)를 거쳐 11월 평안도관찰사에 임명되었다가 부임하기 전에 경상도관찰사로 개정 임명되었다.

#### 외교 조약 체결
1883년(고종 20년) 독판교섭통상사무(督辦交涉通商事務)에 임명되어 전권대사로 임명되어 영국, 독일을 대상으로 조영(朝英) 및 조독수호조약(朝獨修好條約)을 조인하였다. 1883년 1월 일본과 부산구설해저전선조관(釜山口設海底電線條款)을 체결하였고, 그해 3월 규장각 제학(奎章閣提學)을 거쳐 6월 시강원 좌부빈객(侍講院左副賓客)이 되었다가, 6월말 전권대신(全權大臣) 독판교섭통상사무(督辦交涉通商事務)에 임명되어 일본의 변리 공사(辨理公使) 다케조에 신이치로(竹添進一郞)을 만나 면담, 조일통상장정(朝日通商章程) 및 해관세칙(海關細則), 일본인 어채범죄자 처리조규(日本人漁採犯罪者條規) 등의 어업 조약과 일본인들의 통행문제를 담은 조선국간행이정약조(朝鮮國間行里程約條) 등을 조인하였다.
1883년 8월 인천일본조계조약(仁川日本租界條約)을 체결하였다. 9월 의정부 좌참찬(議政府左參贊)을 거쳐 교섭통상사무아문독판(交涉通商事務衙門督辦) 숭록 대부(崇祿大夫) 행 의정부좌참찬 겸 규장각제학 세자시강원좌부빈객(行議政府左參贊兼奎章閣提學世子侍講院左副賓客)으로 조영수호조약의 체결에 참여하였다. 그해 12월 독판교섭통상사무에서 면직되고 경기해안방어 사무총관(京畿沿海防事務總管)에 임명되었다.

### 생애 후반

#### 한성순보 발간 전후
그 뒤 박문국당상(博文局堂上)이 되어 박영효(朴泳孝), 유길준(兪吉濬), 김윤식(金允植), 김만식(金晩植) 등과 같이 1883년 10월 30일 조선 최초의 신문인 《한성순보 (漢城旬報)》를 발간하였다. 민승호와 민겸호가 연이어 죽자 민태호(閔台鎬), 민영익(閔泳翊) 및 민응식(閔應植) 등과 함께 민씨 척족 세력의 대표적인 인물이 되어 사민체제(四閔體制)를 구축, 권력의 핵심인물로 부각되었다.
1884년(고종 21)에는 일본 서리공사 시마 부리다나(島村久)에게 공함(公函)을 보내어 일본 선박 천수환(天壽丸)의 선장이 울릉도장과 결탁하여 울릉도에서 목재를 밀반출한 사건에 대해서 항의하였다.
1884년 3월에는 다시 독판교섭 통상사무(朝鮮督辦交涉通商事務)에 임명되어 청나라의 청국총변조선상무(淸國總辦朝鮮商務) 진수당(陳樹棠) 을 만나 인천항(仁川港) 중국 상인들의 거주지역에 관한 규정인 인천구화상지계장정(仁川口華商地界章程)에 참여하여 체결하였다.

#### 갑신정변과 최후
1884년 4월 경기연안 해방사무(海防事務)에 임명되었다가 1884년 5월 좌부빈객과 병조판서에 임명되었으나 5월말 다시 판돈녕부사로 전임되었다. 그는 처음에는 개화 정책에 찬성하였지만 나중에는 민태호, 민영익, 민응식과 함께 이른바 사민체제를 구축, 권력의 핵심인물로 부각되었다. 이로 인해 급진개화파의 눈밖에 났고, 서재필, 김옥균, 윤치호 등의 공격을 받았다.
9월 총관기연해방사무로 부임하였다가 소환되었다. 1884년 10월 18일 갑신정변 때 병조판서로 재직 중 김옥균, 서재필 등 개화당 인사들에 의해 조영하(趙寧夏), 민태호 등의 수구당 요인들과 함께 경우궁(景祐宮)으로 입궐하던 중 고영석(高永錫), 황용택(黃龍澤) ·윤경순(尹景純)이 이끄는 난군의 총에 맞고 참살당하였다.

### 사후
갑신정변이 진압된 뒤 10월 29일 의정부 영의정에 추증되었다. 시호는 문충(文忠)이다.

## 저서
- 북사담초

## 가족 관계
항렬상 명성황후의 조카이고 순명효황후와 동항이다.
- 양고조부 : 민백겸(閔百兼), 민유중의 아들 민진후의 손자
  - 양증조부 : 민종현(閔鍾顯)
    - 양할아버지 : 민치복(閔致福)
      - 양아버지 : 민태용(閔泰鏞)
- 친고조부 : 민백창(閔百昌), 민시중의 아들 민진주의 손자
  - 친증조부 : 민명혁(閔命爀)
    - 친할아버지 : 민치문(閔致文)
      - 친아버자 : 민달용(閔達鏞)
        - 부인 :
          - 아들 : 민우식(閔愚植)

## 같이 보기
- 명성황후
- 임오군란
- 갑신정변
- 민태호
- 민겸호
- 민승호
- 민영익
- 민응식
- 조영하
- 흥선대원군
- 홍계훈

## 민영목을 연기한 배우
- 제이 - 2015년 장사의 신 - 객주 2015 KBS2

## 참고 자료
- 이보연, 「구미제국에 대한 통상수호조약체결」, 국사편찬위원회,『한국사 16』, (국사편찬위원회, 1975)
- 김영호, 「개화당의 개혁운동」, 국사편찬위원회, 『한국사 16』1(국사편찬위원회, 1975)